# Rdzakowate
Rdzakowate (Pucciniastraceae Gäum. ex Leppik) – rodzina grzybów z rzędu rdzowców (Pucciniales).

## Systematyka
Pozycja w klasyfikacji według Index Fungorum
Pucciniales, Incertae sedis, Pucciniomycetes, Pucciniomycotina, Basidiomycota, Fungi.
Nazwa polska rodziny na podstawie opracowania T. Majewskiego.
Rodzaje
Według aktualizowanej klasyfikacji Index Fungorum bazującej na Dictionary of the Fungi do rodziny tej należą rodzaje:
- Hyalopsora Magnus 1902
- Melampsorella J. Schröt. 1874
- Melampsoridium Kleb. 1899
- Naohidemyces S. Sato, Katsuya & Y. Hirats. 1993
- Peridiopsora Kamat & Sathe 1969
- Pucciniastrum G.H. Otth 1861
- Uredinopsis Magnus 1893

Nazwy naukowe na podstawie Index Fungorum.